# グローバルインフォメーション
株式会社グローバルインフォメーション（英: Global Information, Inc.）は、5ヶ国に拠点を持ち、世界の200社以上の市場調査出版会社が発行する市場調査資料（レポート）150,000件以上を販売、カスタムメイドの調査も受託する情報サービス企業（情報通信業）である。略称はGII。
日本語・英語・韓国語・中国語の4ヵ国語のWEBサイトを運営し、世界各国の市場調査出版会社が発行する調査レポートやデータベースサービスなどの商品情報を掲載し販売している。オンラインによる相談、原本試読、受注から納品までワンストップでのサービス提供を行っている。

## 沿革
出典：
- 1983年1月 - 米国及び英国の通信分野の調査コンサルティング会社及び出版会社の代理店業務を開始。
- 1995年1月 - 株式会社アイジーアイジャパン（資本金1,000万円）を東京都渋谷区に設立。
- 1996年7月 - 商号を株式会社グローバルインフォメーションに変更。本社を川崎市麻生区上麻生に移転。
- 2000年
  - 9月 - 米国コネチカット州に米国支店を開設。
  - 11月 - 資本金を2,150万円へ増資。
- 2001年10月 - 韓国ソウル特別市に韓国支店を開設
- 2002年12月 - ベルギー・ブリュッセル市にベルギー駐在員事務所を開設。
- 2005年2月 - 台湾台北市に台湾駐在員事務所を開設。
- 2007年
  - 2月 - 台湾駐在員事務所を台湾支店に昇格。
  - 3月 - 本社を現在の川崎市麻生区万福寺に移転。
- 2020年
  - 1月 - 100%子会社の株式会社ギブテックを設立。
  - 7月 - ベルギー駐在員事務所を支店化、ヨーロッパ支店を開設。
  - 12月 - 東京証券取引所JASDAQに上場。

## 営業拠点
出典：
- 日本本社
- 米国支店
- 韓国支店
- 台湾支店
- 欧州支店

欧州支店はベルギーに設置されている。かつてはシンガポールにも子会社を持っていたが、閉鎖されている。